# Charles Poulenard
Alexandre Casimir Charles Poulenard (ur. 30 marca 1885 w Sens, zm. 10 listopada 1958 w Paryżu) – francuski lekkoatleta (sprinter i średniodystansowiec), wicemistrz olimpijski z 1912.
Na igrzyskach olimpijskich w 1912 w Sztokholmie zdobył srebrny medal w sztafecie 4 × 400 metrów (biegła w składzie: Charles Lelong, Robert Schurrer, Pierre Failliot i Poulenard) za zespołem Stanów Zjednoczonych. Na tych samych igrzyskach startował również w biegu na 200 metrów (odpadł w eliminacjach), biegu na 400 metrów (odpadł w półfinale) i biegu na 800 metrów (odpadł w eliminacjach).
Był mistrzem Francji w biegu na 1500 metrów w 1906, w biegu na 400 metrów przez płotki w 1912 i w biegu na 400 metrów w 1913, a także wicemistrzem w biegu na 800 metrów w 1909 i 1911 i w biegu na 400 metrów w 1912 oraz brązowym medalistą na 800 metrów w 1907.
Poulenard był rekordzistą Francji w sztafecie 4 × 400 metrów z czasem 3:20,7 uzyskanym podczas igrzysk w Sztokholmie 15 lipca 1912.